# نيت بولاك
نيت بولاك (بالإنجليزية: Nate Polak)‏ (5 سبتمبر 1989 بلنكن في الولايات المتحدة - ) هو لاعب كرة قدم أمريكي في مركز الهجوم. لعب مع اوكلاهوما سيتي أنرجي ولويسفيل سيتي وMinnesota United FC (2010–2016) ‏.

## وصلات خارجية
- نيت بولاك على موقع قاعدة بيانات كرة القدم.إي يو (الإنجليزية)